# Foraminifera
Foraminifera, Granuloreticulosa of foraminiferen (of populair Anglo-Amerikaans: forams) zijn eukaryote eencelligen met een uitwendig kalkskelet, dat meestal is opgebouwd uit kamers. De naam is afgeleid van het Latijnse foramen = opening en ferre = dragen. Door openingen in de tussenwanden van de kamers, komen uitstulpingen van celplasma (pseudopodiën) naar buiten in de vorm van lange, dunne draden. Hiermee kunnen de cellen zich verplaatsen en voeden.

## Anatomie
Sommige soorten vormen schalen bestaande uit één kamer (monoloculair), de meeste vormen verscheidene kamers (multiloculair) in zeer uiteenlopende configuraties. De grootte van de schaal varieert van 0,1 tot 5 mm in diameter met extremen van 0,01 mm (sommige Lagynidae) tot 190 mm (Syringammina).

## Fossiel
De meeste foraminiferen hebben een kalkskelet opgebouwd uit calciet dat zeer goed fossiliseert. Daarnaast bestaan er zand-agglutinerende soorten zonder kalkskelet maar met een vliezig hoornachtig omhulsel waaraan sedimentpartikels, vaak zandkorrels, met slijm worden vastgeplakt. Hoewel ook hier fossielen van bekend zijn, fossiliseren deze huisjes minder goed en zijn er daardoor ook minder soorten als fossiel van bekend. Uit de geologische geschiedenis van de aarde zijn veel foraminiferensoorten met een calcitisch skelet bekend. Ze zijn meestal microscopisch klein, maar ze kunnen ook enkele centimeters groot worden. Vanaf het Cambrium worden foraminiferen in gesteenten teruggevonden en ze komen nog steeds wijdverbreid voor. Door hun snelle evolutie zijn het gidsfossielen bij uitstek waardoor ze vaak gebruikt worden voor biostratigrafische datering. Daarnaast worden foraminiferen ook gebruikt om het afzettingsmilieu van een sedimentair gesteente te achterhalen.

## Levenswijze

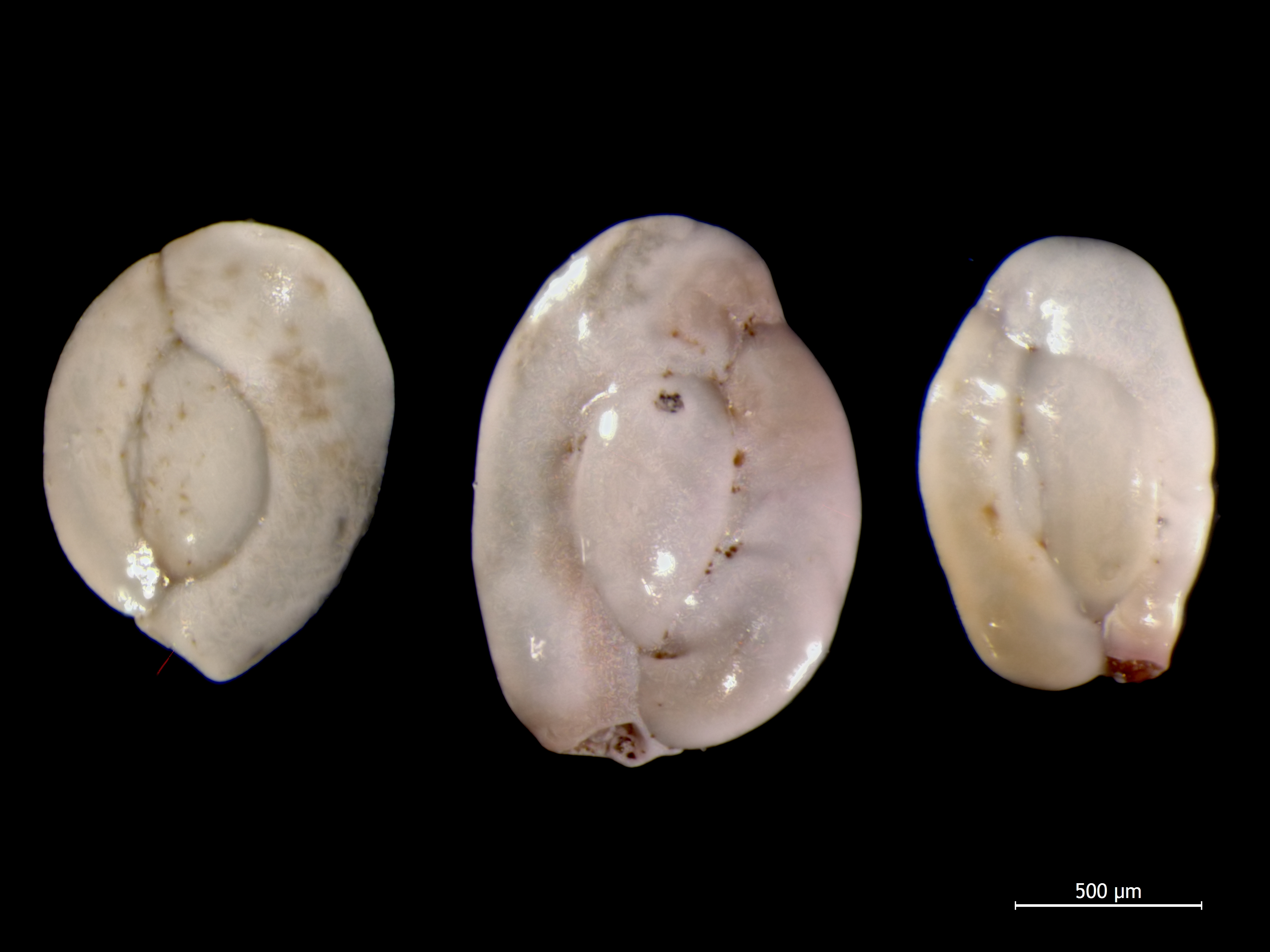
Quinqueloculina seminula

Er worden twee typen foraminiferen onderscheiden:
- benthische foraminifera - Deze soorten leven op de zeebodem (het Griekse 'benthos' betekent "bodem"). Bekende groepen zijn: Miliolidae, Alveolina, Nummulidae en Orbitolina. Omdat sommige benthische foraminiferen zonlicht nodig hebben, leven ze in de fotische zone. De aanwezigheid van deze foraminiferen in een sediment kan een indicatie zijn voor een vrij ondiep afzettingsmilieu. Benthische soorten zijn geschikte indicatoren voor het paleomilieu.
- planktonische foraminifera - Deze soorten leven als plankton zwevend in de waterkolom, een voorbeeld hiervan is Globigerina. De aanwezigheid van uitsluitend planktonische foraminiferen in een sediment geeft aan dat het afzettingsmilieu vrij diep marien was. Dit wordt ook wel (hemi)pelagisch genoemd. Planktonische forams worden, naast andere micro-organismen, gebruikt om diepzeesedimenten te dateren.

## Foraminiferenanalyse
Door spoelen en zeven van het sediment kan men door onderzoek van het zeefresidu achterhalen welke foraminiferensoorten aanwezig zijn. Door de verhouding tussen de soorten te bepalen kunnen paleoecologische conclusies getrokken worden. In harde gesteenten kan door onderzoek aan slijpplaatjes (zeer dunne -30 μm dikte- plakjes gesteente) worden achterhaald welke foraminiferen zich in het gesteente bevinden en in welke verhouding.

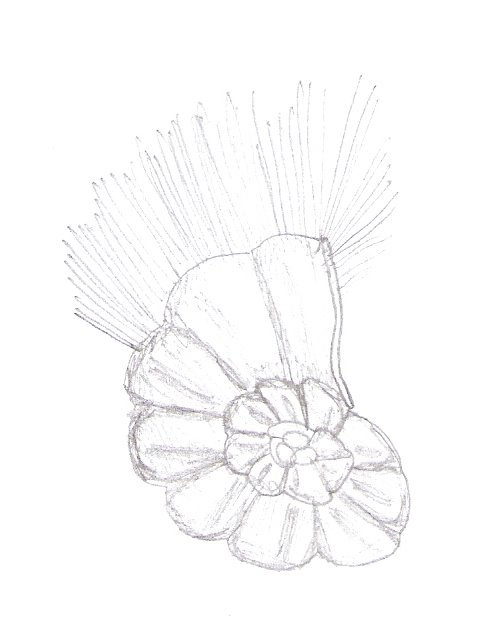
Een tekening van een foraminifeer.

## Paleoklimatologie
Foraminifera zijn van groot belang in veel paleoklimatologische studies. Niet alleen kan het fossiel voorkomen van bepaalde koude- of warmteminnende soorten in een gebied informatie over vroegere klimaatsverandering opleveren. Maar ook de isotopenverhouding in het kalkskelet kan als proxy dienen voor zowel watertemperatuur, als landijsvolume.